# Walter Gómez
Walter Gómez Pardal (Montevideo, 12 dicembre 1927 – Buenos Aires, 4 marzo 2004) è stato un calciatore uruguaiano, di ruolo attaccante.

## Biografia
Nato nel quartiere La Unión di Montevideo, Walter Gómez si avvicinò al calcio durante l'infanzia: inizialmente giocò in porta per volere del padre, che temeva il peggioramento della bronchite del figlio. Giocò poi come centromediano. Iniziò a lavorare grazie al fratello Washington, che gli trovò un impiego, ma Walter lasciava spesso il posto di lavoro per continuare a giocare a calcio. Era un fumatore, ed era solito fumare anche durante gli intervalli tra primo e secondo tempo delle partite. Una volta ritiratosi dall'attività agonistica, si stabilì a Buenos Aires; morì in un ospedale di Vicente López a causa di una malattia ai polmoni. È sepolto nel cimitero di Lomas de Zamora.
Era soprannominato Botija de oro (in lingua italiana sciuscià, lustrascarpe).

## Caratteristiche tecniche
Gómez giocava come attaccante: in Uruguay giocava come mezzala destra, mentre in Argentina e in Italia fu impiegato come centravanti. Era molto abile tecnicamente: era capace di efficaci dribbling in spazi ridotti grazie alle sue finte di corpo, alle sue accelerazioni e ai colpi di tacco; era in grado sia di segnare che di fornire assist ai compagni. Sapeva tirare con entrambi i piedi, ed era anche un discreto colpitore di testa.

## Carriera

### Club
Gómez iniziò la propria carriera in una società dilettantistica, il Sol de América, nel 1941; vi rimase fino al 1942. Nel 1943 giocò per l'Unión de Montevideo, e nel 1944 passò al Central, sua prima squadra professionistica. Nel 1946 si trasferì al Nacional, divenendo subito titolare e componendo la prima linea con Luis Ernesto Castro, Atilio García, Roberto Porta e Bibiano Zapirain. Con il Nacional vinse due titoli nazionali nel 1946 e nel 1947; nel 1949, per aver aggredito un arbitro, venne squalificato per un anno: pertanto, il Nacional decise di cederlo al River Plate, in Argentina, per un milione di pesos, cifra stabilita direttamente da Antonio Liberti, presidente del club argentino. Al River entrò subito a far parte della formazione titolare, debuttando il 2 aprile 1950 contro il Newell's Old Boys a Rosario: segnò al primo minuto dell'incontro. Durante il suo periodo in Argentina affiancò Santiago Vernazza, Eliseo Prado, Ángel Labruna e Félix Loustau nel reparto offensivo del River Plate; vinse tre campionati (1952, 1953 e 1955) e segnò 75 gol, divenendo il massimo realizzatore straniero con la maglia del River. Il primato passò poi, anni dopo, a Enzo Francescoli. Lasciato il River si trasferì in Italia: inizialmente firmò per il Milan, con cui giocò solo un incontro amichevole: venne poi ceduto in prestito al Palermo per l'alta cifra di 80 milioni. Giocava in qualità di oriundo in seguito a una falsificazione di documenti in cui risultava nipote di un uomo italiano. Esordì in Serie A con la maglia del Palermo il 23 settembre 1956 in Roma-Palermo (2-1). Alla sua prima stagione realizzò 4 gol in 27 partite; alla seconda, in Serie B, 4 in 20 gare. Fece poi ritorno al Nacional di Montevideo, dove rimase per il biennio 1959-1960; nel 1961 si trasferì in Colombia, dove giocò una stagione con il Cúcuta e due con l'Once Caldas. Nel 1963 passò al Deportivo Galicia, in Venezuela, con la cui maglia si ritirò nel 1964: lasciò il calcio dopo un'amichevole tra Deportivo Galicia e Cerro.

### Nazionale
Gómez debuttò in Nazionale il 15 agosto 1945, nell'incontro dell'Estadio Gasómetro tra Argentina e Uruguay valido per la Copa Newton. Nei minuti finali della partita ricevette un colpo al naso, che gli causò un'epistassi che lo costrinse ad abbandonare il campo prima del fischio finale. Il 9 gennaio 1946 tornò in Nazionale per affrontare il Brasile nella Copa Rio Branco: la gara si concluse con il risultato di 1-1. Nello stesso mese fu convocato per il Campeonato Sudamericano de Football 1946. Il 29 gennaio esordì nella competizione, contro la Bolivia: entrò all'80º minuto in luogo di Atilio García. Il 2 febbraio giocò la sua ultima partita in Nazionale: fece il suo ingresso in campo al 73º minuto, rilevando Medina. La squalifica rimediata nel 1949 lo obbligò a saltare il campionato del mondo 1950.

## Statistiche

### Cronologia presenze e reti in nazionale
| Cronologia completa delle presenze e delle reti in nazionale ― Uruguay | Cronologia completa delle presenze e delle reti in nazionale ― Uruguay | Cronologia completa delle presenze e delle reti in nazionale ― Uruguay | Cronologia completa delle presenze e delle reti in nazionale ― Uruguay | Cronologia completa delle presenze e delle reti in nazionale ― Uruguay | Cronologia completa delle presenze e delle reti in nazionale ― Uruguay | Cronologia completa delle presenze e delle reti in nazionale ― Uruguay | Cronologia completa delle presenze e delle reti in nazionale ― Uruguay |
| Data                                                                   | Città                                                                  | In casa                                                                | Risultato                                                              | Ospiti                                                                 | Competizione                                                           | Reti                                                                   | Note                                                                   |
| ---------------------------------------------------------------------- | ---------------------------------------------------------------------- | ---------------------------------------------------------------------- | ---------------------------------------------------------------------- | ---------------------------------------------------------------------- | ---------------------------------------------------------------------- | ---------------------------------------------------------------------- | ---------------------------------------------------------------------- |
| 15-8-1945                                                              | Buenos Aires                                                           | Argentina                                                              | 6 – 2                                                                  | Uruguay                                                                | Copa Newton                                                            | 0                                                                      |                                                                        |
| 9-1-1946                                                               | Montevideo                                                             | Uruguay                                                                | 1 – 1                                                                  | Brasile                                                                | Copa Rio Branco                                                        | 0                                                                      |                                                                        |
| 29-1-1946                                                              | Buenos Aires                                                           | Uruguay                                                                | 4 – 0                                                                  | Bolivia                                                                | Coppa America 1946                                                     | 0                                                                      |                                                                        |
| 2-2-1946                                                               | Buenos Aires                                                           | Argentina                                                              | 3 – 1                                                                  | Uruguay                                                                | Coppa America 1946                                                     | 0                                                                      |                                                                        |
| Totale                                                                 |                                                                        | Presenze                                                               | 4                                                                      |                                                                        | Reti                                                                   | 0                                                                      |                                                                        |

## Palmarès

### Club

#### Competizioni nazionali
- Campionato uruguaiano: 2

Nacional: 1946, 1947
- Campionato argentino: 3

River Plate: 1952, 1953, 1955
- Campionato venezuelano: 1

Deportivo Galicia: 1964